# Horrweiler
Horrweiler est une municipalité de la Verbandsgemeinde Sprendlingen-Gensingen, dans l'arrondissement de Mayence-Bingen, en Rhénanie-Palatinat, dans l'ouest de l'Allemagne.

## Illustrations

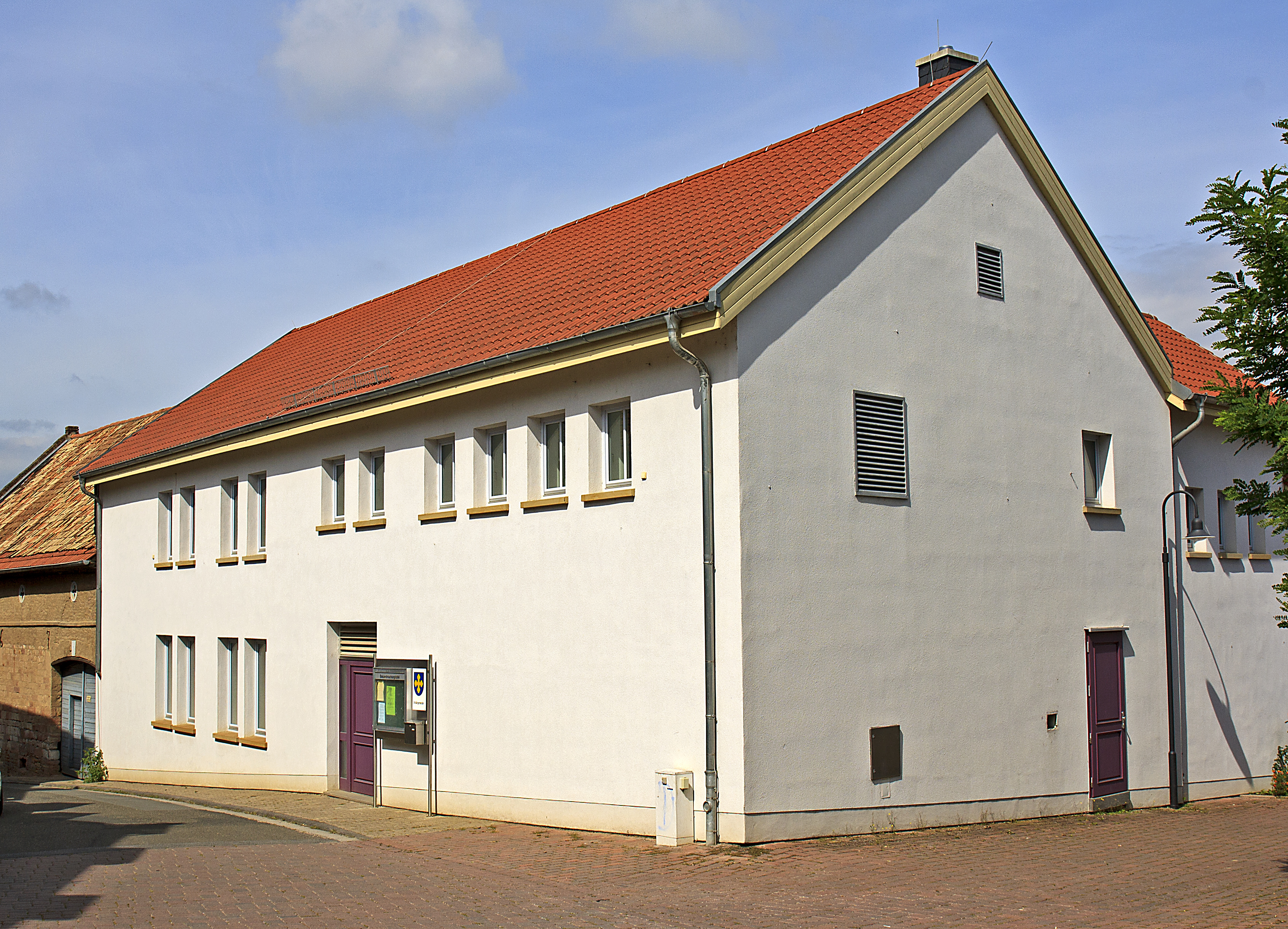
Mairie de Horrweiler
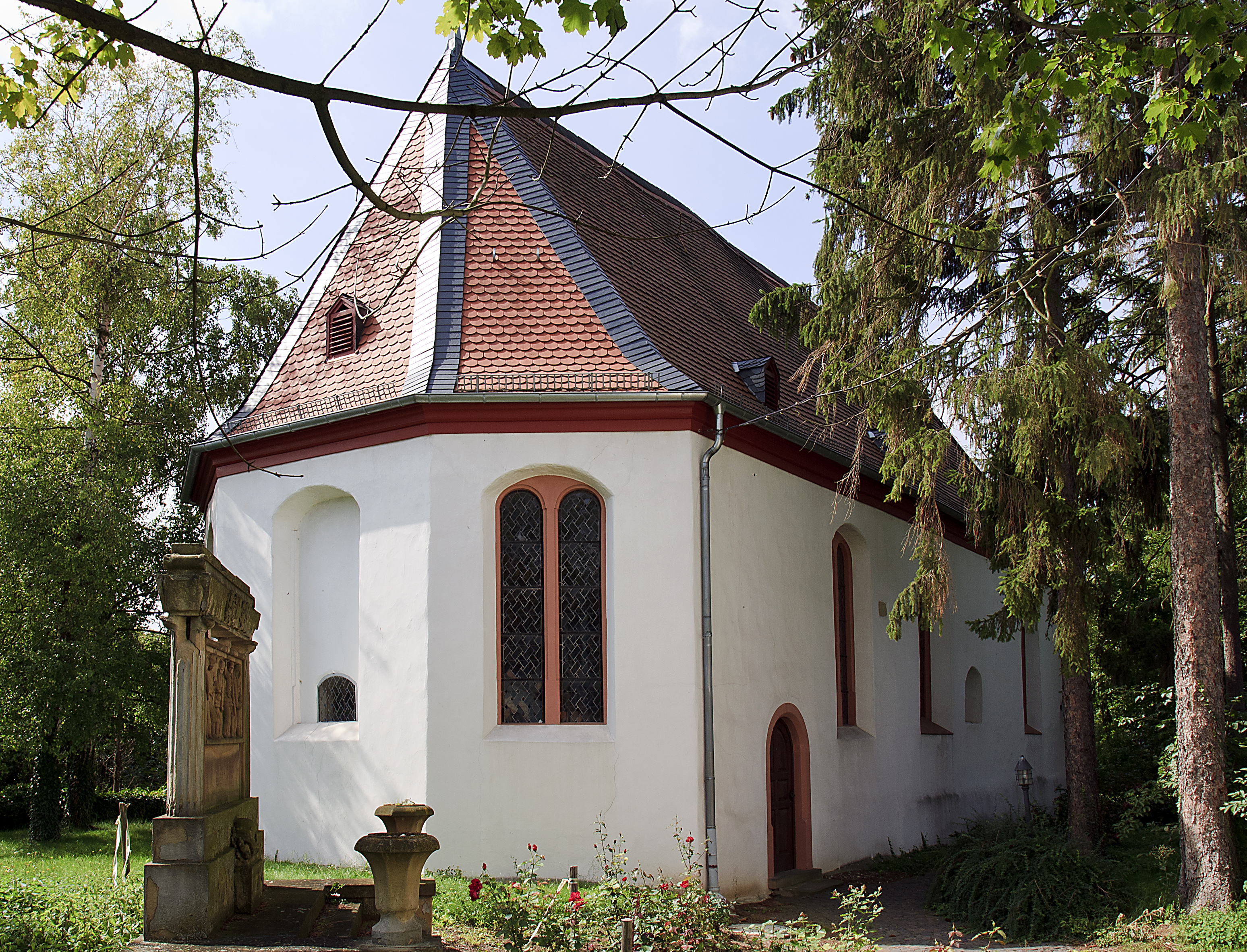
Église évangélique
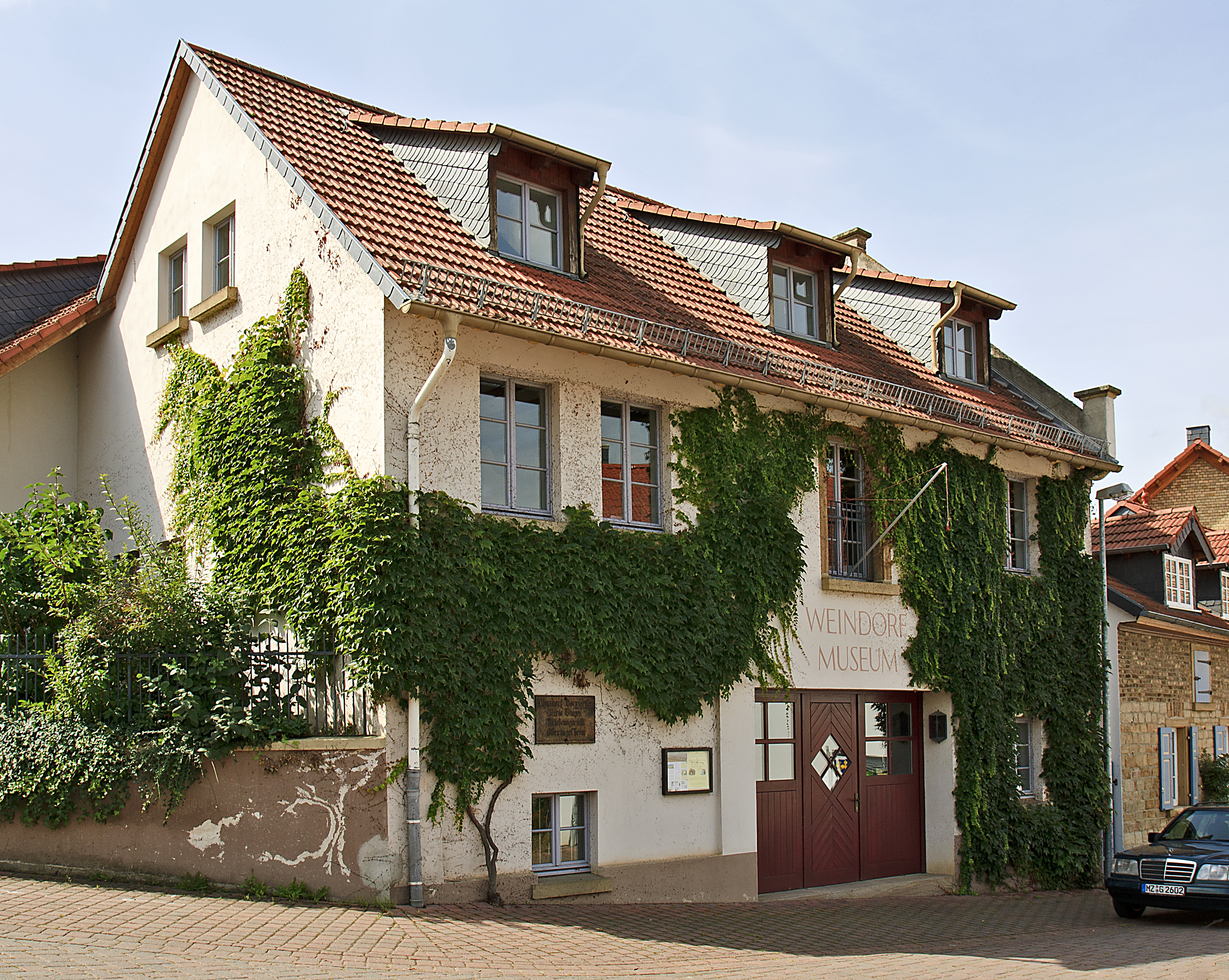
Musée Weindorf de Horrweiler
Localisation de Horrweiler dans la Verbandsgemeide et dans l'arrondissement